# ルカ・サバテッリ
ルカ・サバテッリ（Luca Sabatelli、1936年6月3日 - ）は、イタリアの衣裳デザイナー、美術デザイナーである。

## 来歴・人物
1936年（昭和11年）、トスカーナ州フィレンツェ県フィレンツェに生まれる。
フィレンツェ美術学校で舞台美術と衣裳デザインを専攻し、同校卒業後、演劇の世界からキャリアを始める。ジョルジオ・アルベルタッツィとアンナ・プロクレメールの劇団（1956年設立）、あるいはフィレンツェを離れて、ピエモンテ州トリノ県トリノ、フリウリ＝ヴェネツィア・ジュリア州トリエステ県トリエステ、ラツィオ州ローマ県ローマといった各地の劇場で、舞台美術と衣裳デザインを手がける。
1966年（昭和41年）、映画界に入る。同年に公開されたルチアーノ・サルチェ監督の映画『イタリア式愛のテクニック』に衣裳デザイナーとしてクレジットされたのが、もっとも古い記録である。以降、パスクァーレ・フェスタ・カンパニーレ監督の『裸でどこ行くの?』、ルチアーノ・サルチェ監督の『アヒルのオレンジ風味』、マルチェロ・フォンダート監督の『サンド・バギー/ドカンと3発』といったイタリア式コメディを手がけるとともに、セクシーで魅力的な衣裳デザインを得意としたことから、セルジオ・マルティーノ監督の『ホウリー・マウンテンの秘宝/密林美女の謝肉祭』、アルド・ラド監督の『ヒューマノイド/宇宙帝国の陰謀』のようなジャッロ映画にも起用される。
1977年（昭和52年）からはテレビの世界に進出、イタリア放送協会の仕事を手がける。1980年代になると、映画に関しては、脚本家コンビのカステッラーノ＝ピポロの監督作、カルロ・ヴェルドーネの監督作の衣裳デザインの常連となる。1989年（平成元年）以降、映画界からは退いている。

## フィルモグラフィ
一部を除きインターネット・ムービー・データベースに掲載された一覧である。

### 1960年代
- 『イタリア式愛のテクニック』 Come imparai ad amare le donne : 監督ルチアーノ・サルチェ、1966年 - 衣裳デザイナー
- 『モロッコ7』 Maroc 7 : 監督ジェリー・オハラ、1967年 - 衣裳デザイナー（エルザ・マルティネッリ用衣裳）
- 『ミスターX』 Mister X : 監督ピエロ・ヴィヴァレッリ、1967年 - セット装飾
- Le fate : 監督マウロ・ボロニーニ / マリオ・モニチェリ / アントニオ・ピエトランジェリ、オムニバス、1967年 - 衣裳デザイナー・美術デザイナー（Fata Sabina 篇）
- 『夜の刑事』 Un detective, 英語題 Detective Belli : 監督ロモロ・グェッリエーリ、1969年 - 衣裳デザイナー
- 『裸でどこ行くの?』 Dove vai tutta nuda? : 監督パスクァーレ・フェスタ・カンパニーレ、1969年 - 衣裳デザイナー

### 1970年代
- Basta guardarla : 監督ルチアーノ・サルチェ、1970年 - 衣裳デザイナー
- 『わたしは目撃者』 Il gatto a nove code, 英語題 The Cat o' Nine Tails : 監督ダリオ・アルジェント、1971年 - 衣裳デザイナー
- 『カンガセイロ』 O Cangaçeiro : 監督ジョヴァンニ・ファーゴ、1971年 - 衣裳デザイナー
- 『エトルリア人は二度殺す』 L'etrusco uccide ancora, 英語題 The Etruscan Kills Again : 監督アルマンド・クリスピーノ、1972年 - 衣裳デザイナー
- 『高校教師』 La prima notte di quiete : 監督ヴァレリオ・ズルリーニ、1972年 - 衣裳デザイナー
- 『ジュリアノ・ジェンマのくたばれカポネ』 Anche gli angeli mangiano fagioli : 監督エンツォ・バルボーニ、1973年 - 衣裳デザイナー・衣裳主任
- 『サンド・バギー/ドカンと3発』 ...Altrimenti ci arrabbiamo! : 監督マルチェロ・フォンダート、1974年 - 衣裳デザイナー
- A mezzanotte va la ronda del piacere : 監督マルチェロ・フォンダート、1975年 - 衣裳デザイナー
- 『愛は嫉妬を意味する』 Amore vuol dir gelosia : 監督マウロ・セヴェリーノ、1975年 - 衣裳デザイナー
- 『恥じらうことなく脱ぎ捨てよう』 Spogliamoci così senza pudor : 監督セルジオ・マルティーノ、1976年 - 衣裳デザイナー
- 『サファリ特急』 Safari Express : 監督ドゥッチオ・テッサーリ、1976年 - 衣裳デザイナー
- 『アフリカ特急』 Africa Express : 監督ミケーレ・ルーポ、1976年 - 衣裳デザイナー
- 『シーツの蔭の40度』 40 gradi all'ombra del lenzuolo, 英語題 Sex with a Smile : 監督セルジオ・マルティーノ、1976年 - 衣裳デザイナー
- 『アヒルのオレンジ風味』 L'anatra all'arancia : 監督ルチアーノ・サルチェ、1976年 - 衣裳デザイナー
- 『悪い考え』 Cattivi pensieri : 監督ウーゴ・トニャッツィ、1976年 - 衣裳デザイナー
- 『妻愛人』 Mogliamante, 英語題 Wifemistress : 監督マルコ・ヴィカリオ、1977年 - 衣裳デザイナー
- 『殺戮スコープ 凄絶!!眼球貫通男』 Vai Gorilla : 監督トニーノ・ヴァレリ、1978年 - 美術デザイナー
- 『ホウリー・マウンテンの秘宝/密林美女の謝肉祭』 La montagna del dio cannibale, 英語題 The Mountain of the Cannibal God : 監督セルジオ・マルティーノ、1978年 - 衣裳デザイナー
- 『ピンクのルージュ』 Letti selvaggi, 英語題 Tigers in Lipstick : 監督ルイジ・ザンパ、1979年 - 衣裳デザイナー
- 『ヒューマノイド/宇宙帝国の陰謀』 L'umanoide : 監督アルド・ラド、1979年 - 衣裳デザイナー
- 『ベニスを忘れるため』 Dimenticare Venezia, 英語題 To Forget Venice : 監督フランコ・ブルザーティ、1979年 - 衣裳デザイナー
- 『天空のもう半分』 L'altra metà del cielo : 監督フランコ・ロッシ、1979年 - 衣裳デザイナー
- 『ヴェルヴェットの手』 Mani di velluto : 監督カステッラーノ＝ピポロ、1979年 - 衣裳デザイナー

### 1980年代
- 『バルバラ』 Bárbara : 監督ジーノ・ランディ、1980年 - 衣裳デザイナー
- 『私の妻は魔女である』 Mia moglie è una strega : 監督カステッラーノ＝ピポロ、1981年 - 衣裳デザイナー
- 『アッソ』 Asso : 監督カステッラーノ＝ピポロ、1981年 - 衣裳デザイナー
- 『ヌードの女』 Nudo di donna : 監督・主演ニーノ・マンフレディ、ノンクレジット監督アルベルト・ラットゥアーダ、1981年 - 衣裳デザイナー
- 『エロチカ・ポリス/ニューヨーク大捜査』 La poliziotta a New York : 監督ミケーレ・マッシモ・タランティーニ、1981年 - 衣裳デザイナー
- 『雌豚雌牛』 Porca vacca : 監督パスクァーレ・フェスタ・カンパニーレ、1982年 - 衣裳デザイナー
- 『滑石粉』 Borotalco : 監督カルロ・ヴェルドーネ、1982年 - 衣裳デザイナー
- 『グランド・ホテル・エクセルシオール』 Grand Hotel Excelsior : 監督カステッラーノ＝ピポロ、1982年 - 衣裳デザイナー
- 『性は何度もよろこんで』 Sesso e volentieri : 監督ディーノ・リージ、1982年 - 衣裳デザイナー
- 『アッティラが神を非難する』 Attila flagello di Dio : 監督カステッラーノ＝ピポロ、1982年 - 衣裳デザイナー
- 『街の王』 Il ras del quartiere : 監督カルロ・ヴァンツィーナ、1983年 - 衣裳デザイナー
- 『水と石鹸』 Acqua e sapone : 監督カルロ・ヴェルドーネ、1983年 - 衣裳デザイナー
- 『二人のカービン銃兵』 I due carabinieri : 監督カルロ・ヴェルドーネ、1984年 - 衣裳デザイナー
- 『百貨店』 Grandi magazzini : 監督カステッラーノ＝ピポロ、1986年 - 衣裳デザイナー
- 『僕と妹』 Io e mia sorella : 監督カルロ・ヴェルドーネ、1987年 - 衣裳デザイナー
- 『同級生たち』 Compagni di scuola : 監督カルロ・ヴェルドーネ、1988年 - 衣裳デザイナー
- 『少年と警官』 Il bambino e il poliziotto : 監督カルロ・ヴェルドーネ、1989年 - 衣裳デザイナー

## 註
1. 1 2 3 4 5 6  Luca Sabatelli, インターネット・ムービー・データベース （英語）, 2011年2月24日閲覧。
2. ↑  Luca Sabatelli, allmovie （英語）, 2011年2月24日閲覧。
3. 1 2 3 4 5  lucasabatelli.it, 公式ウェブサイト （イタリア語）, 2011年2月24日閲覧。

## 関連事項
- イタリア式コメディ
- ジャッロ#映画
- フィレンツェ美術学校 （it:Accademia di belle arti di Firenze）
- ジョルジオ・アルベルタッツィ （en:Giorgio Albertazzi）
- アンナ・プロクレメール （it:Anna Proclemer）
- ジェリー・オハラ （en:Gerry O'Hara）
- ピエロ・ヴィヴァレッリ （it:Piero Vivarelli）
- ロモロ・グェッリエーリ （en:Romolo Guerrieri）
- ジョヴァンニ・ファーゴ （it:Giovanni Fago）
- アルマンド・クリスピーノ （en:Armando Crispino）
- エンツォ・バルボーニ （en:Enzo Barboni）
- マウロ・セヴェリーノ （it:Mauro Severino）
- セルジオ・マルティーノ （en:Sergio Martino）
- ドゥッチオ・テッサーリ （it:Duccio Tessari）
- ミケーレ・ルーポ （en:Michele Lupo）
- トニーノ・ヴァレリ （en:Tonino Valerii）
- アルド・ラド （en:Aldo Lado）
- ジーノ・ランディ （it:Gino Landi）
- ミケーレ・マッシモ・タランティーニ （it:Michele Massimo Tarantini）
- カルロ・ヴェルドーネ （en:Carlo Verdone）